# Bursitis
Bursitis (Synonym: Schleimbeutelentzündung; Plural: Bursitiden) ist die Entzündung eines Schleimbeutels (lateinisch Bursa synovialis). Sie entsteht durch Verletzungen, Infektionen oder durch Dauerreizungen, vor allem am Ellbogen, Kniegelenk und Schultergelenk. In der Veterinärmedizin wird die Symptomatik einer Bursitis auch als Stollbeule oder Galle bezeichnet.

## Ätiologie
Aufgrund ihrer oberflächlichen Lage direkt unter der Haut sind die drei Hautschleimbeutel des Kniegelenks (Bursa subcutanea praepatellaris, Bursa subcutanea infrapatellaris und Bursa subcutanea tuberositatis tibiae) und der des Ellenbogens (Bursa subcutanea olecrani) besonders durch Infektionen über kleinere Verletzungen sowie mechanische Reizung durch unphysiologische Belastungssituationen gefährdet. Meist kommt es durch mechanische Überbelastung (z. B. Knien - "housemaid knee", Sport, multiple Traumata) zu einer Reizung und infolgedessen zu einer Entzündung der Synovia. Diese Entzündung (früher auch als „Fibrositis“ der Schleimbeutel bezeichnet) kann in selteneren Fällen auch durch eine chronische Entzündung (Rheuma, Gicht) oder eine systemische Infektion wie Tuberkulose bedingt sein.

## Epidemiologie
Im Sport leiden Ringer wegen der intensiven Belastung mit erhöhten Druck- und Reibungskräften oft an Schleimbeutelentzündung. Auch beim Eishockey leiden Sportler gehäuft an Bursitiden, bedingt durch Stürze auf den Ellbogen oder nach harten Bodychecks.
Die Schleimbeutelentzündung des Ellenbogens (Bursitis olecrani) tritt bei exponierten Berufsgruppen wie Bergleuten häufiger auf. Der Umstand, dass auch die beim Lesen und Schreiben auf dem Tisch abgestützten Ellbogen häufiger von einer Entzündung betroffen sind, spiegelt sich in den scherzhaften Bezeichnungen Studentenellenbogen („student’s elbow“) sowie Bursitis informaticus olecrani.
Für die Bursitis praepatellaris des Kniegelenks sind kniende Berufsgruppen, wie z. B. Mechaniker, Reinigungspersonal, Handwerker deutlich exponiert.

## Symptome
Die Beschwerden der Schleimbeutelentzündung sind im Anfangsstadium sehr gering. Der Betroffene verspürt ein reibendes, brennendes Gefühl im Bereich der Kniescheibe oder des Ellenbogens. Dies kann von den Betroffenen im Sinne eines Fremdkörpergefühls (z. B.: „Kugeln“) meist sehr lange toleriert werden. Typischerweise zeigen sich im ausgeprägten Stadium deutliche Druckschmerzen, gut tastbare Schwellung im Bereich des Gelenks, reibende brennende Schmerzen bei Belastung, Überwärmung und Rötung. Ist eine bakterielle Infektion die Ursache, kann ein Fieber bestehen.
Zu den häufigsten Ursachen einer Bewegungseinschränkung im Schultergelenk gehört die Bursitis subacromialis, die durch sich rasch steigernde, besonders nachts heftigste Schmerzen ohne erkennbare Ursache gekennzeichnet ist.

## Diagnose
Die Diagnose wird mithilfe der klinischen Untersuchung gestellt. Zur Feststellung der Ursache ist eine zielsichere Anamnese unumgänglich. Eine Laboruntersuchung (Entzündungsparameter, Rheuma-Zeichen, Harnsäure) kann zusätzlich nützlich sein.
Als Differentialdiagnose sind die Chondropathia patellae sowie der Morbus Osgood-Schlatter zu nennen.

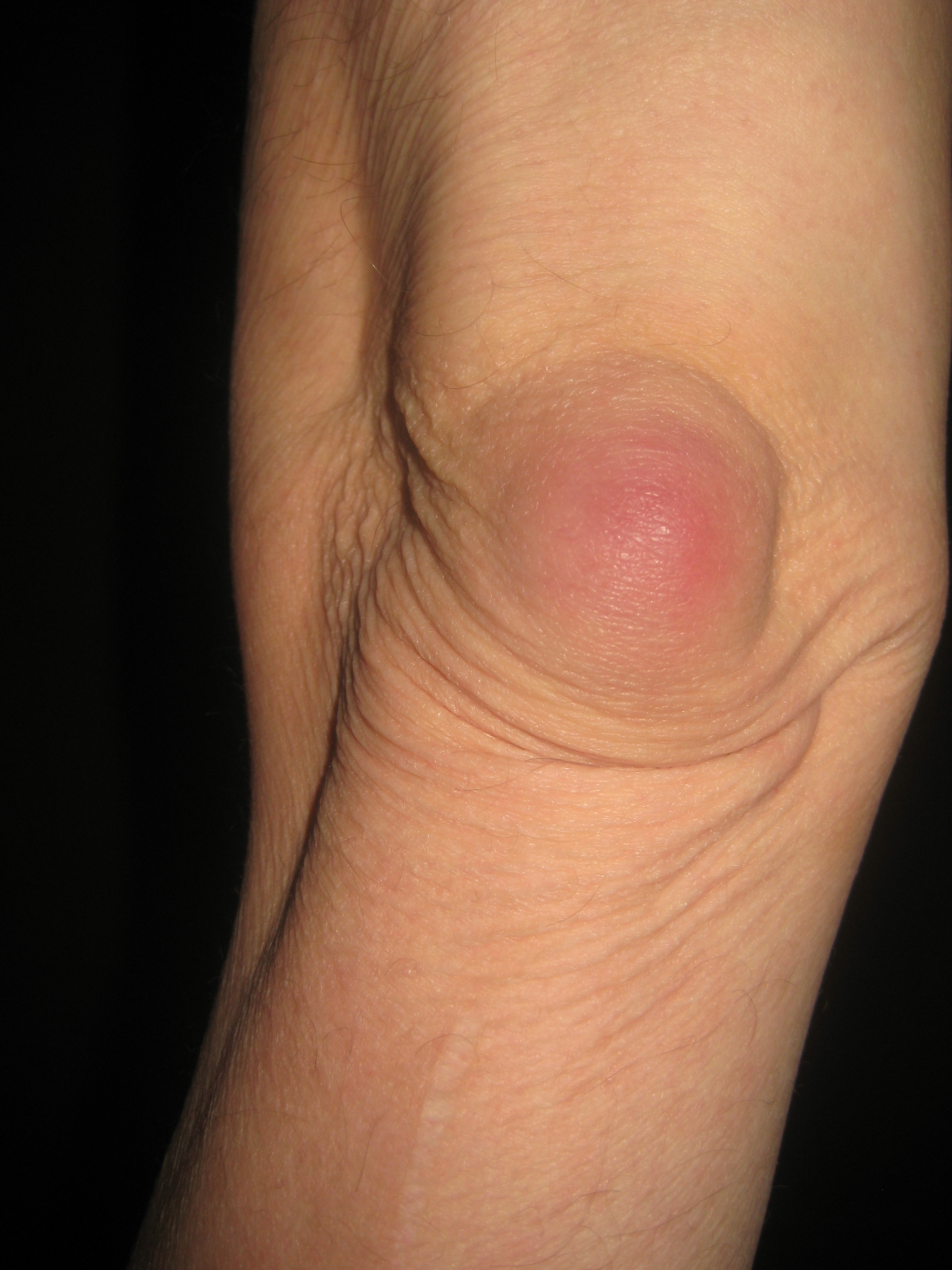
Bursitis am Ellbogen, völlig schmerzfrei, nur ein Spannungsgefühl beim Beugen
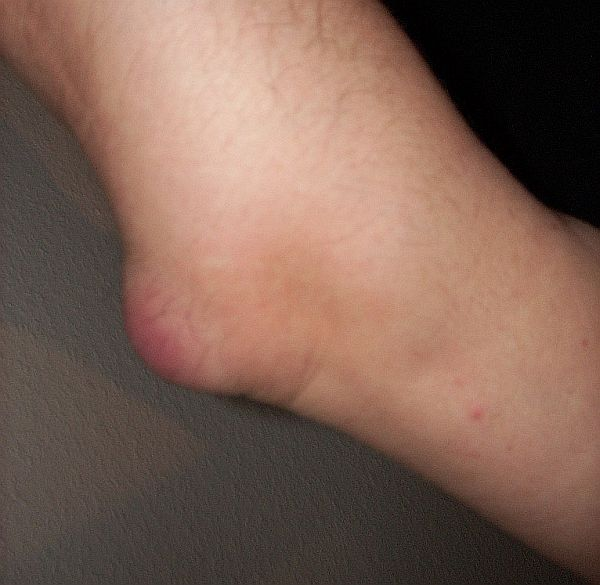
Bursitis olecrani, entstanden nach einem Sturz auf den Ellbogen
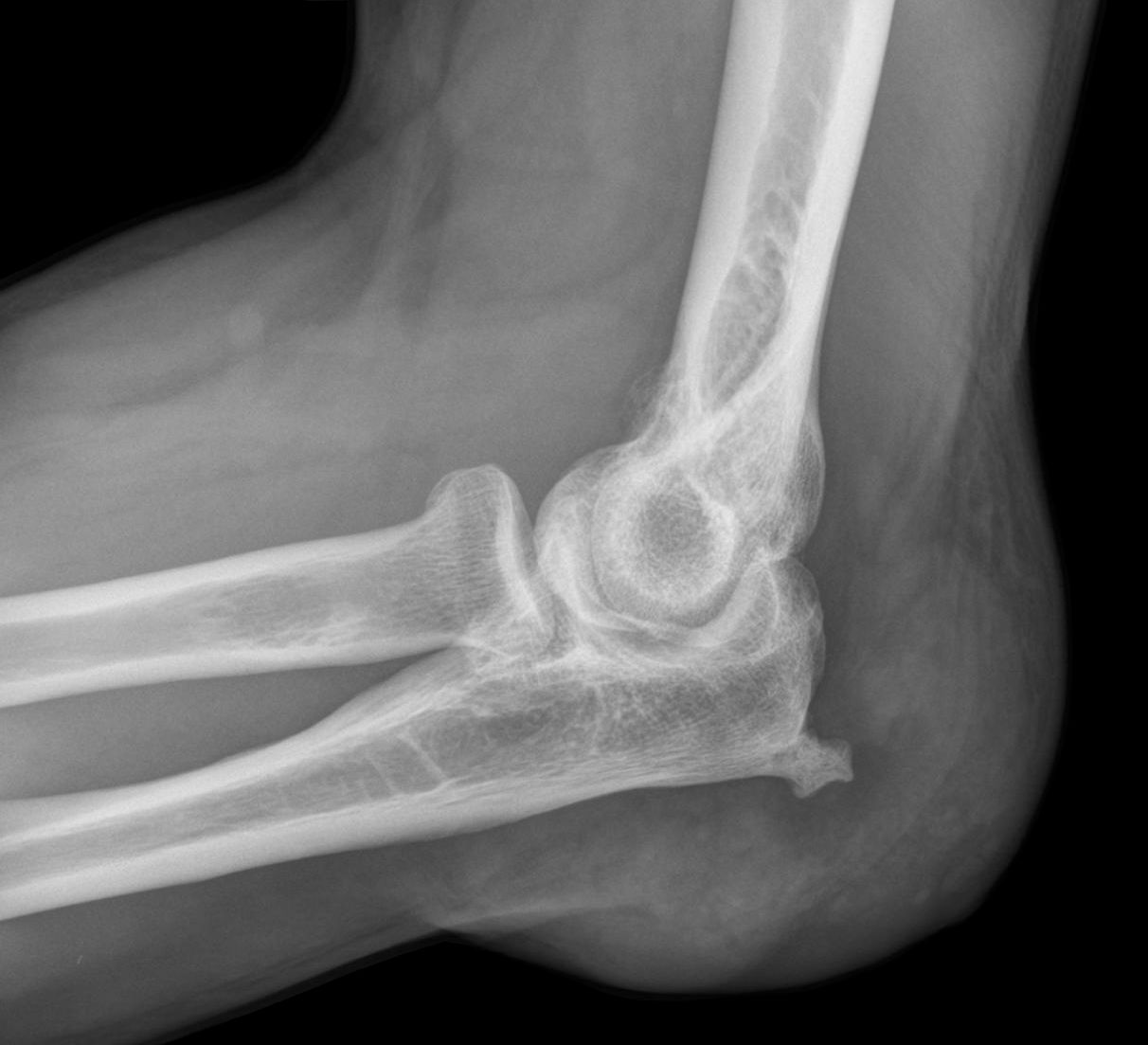
Bursitis am Ellbogen im Röntgenbild mit großem knöchernen Sporn
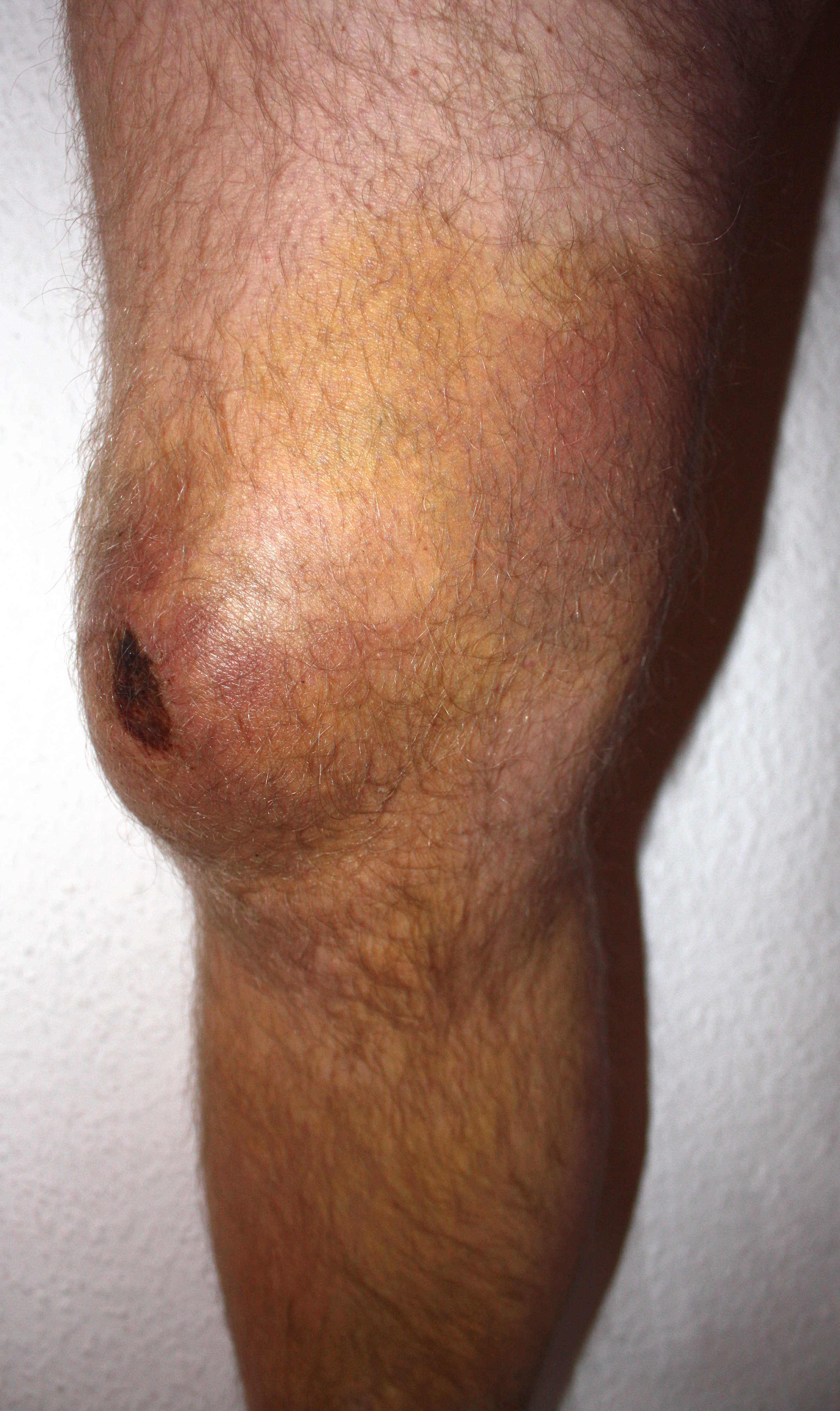
Bursitis am Knie (Bursitis praepatellaris) 10 Tage nach Sturz
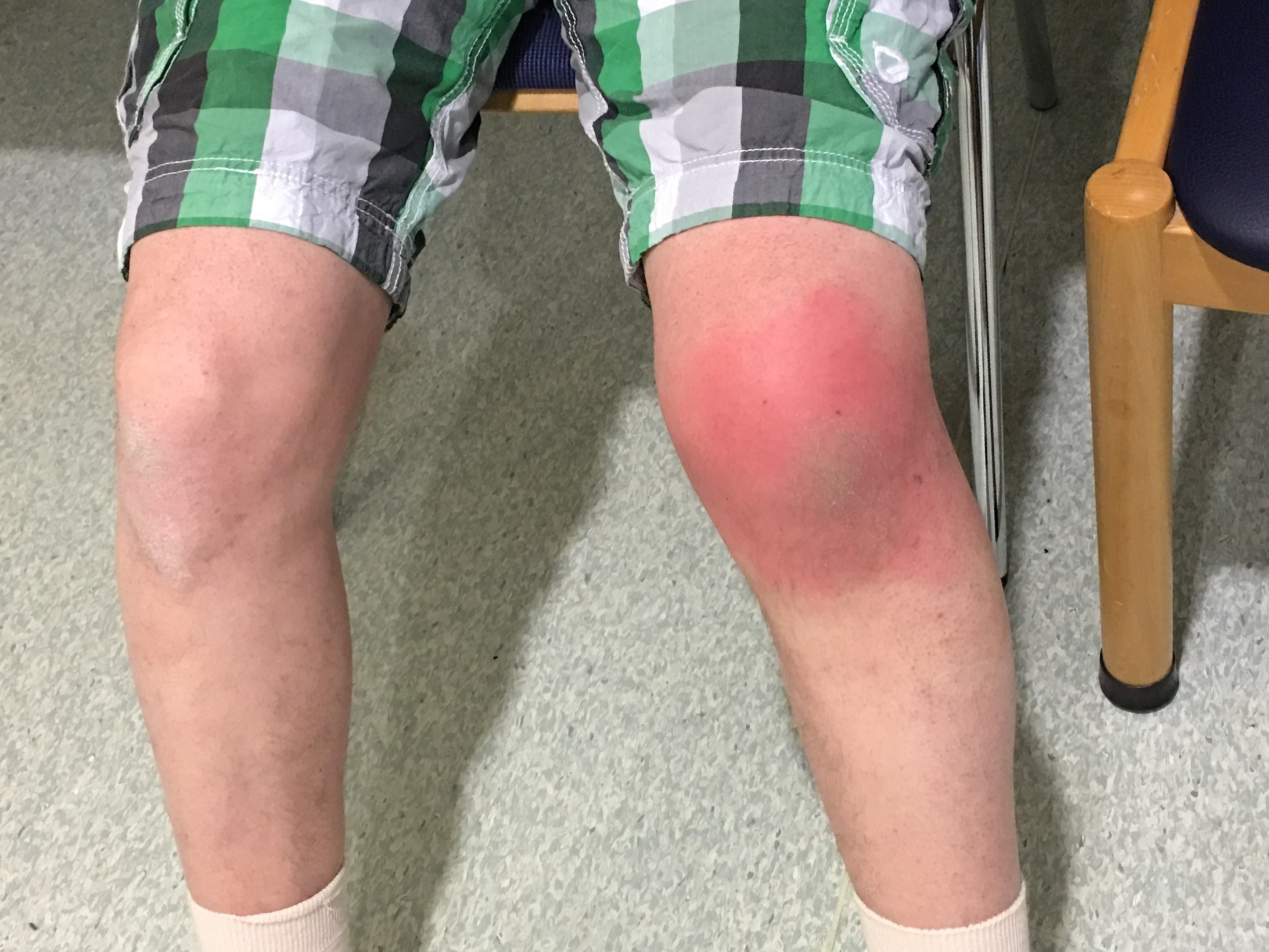
Akute Bursitis präpatellaris links mit Rötung, Schwellung und Überwärmung im Bereich des Kniegelenks

## Behandlung
Kühlende Salben, Sprays, Gele oder Eis-Auflagen lindern meist die akuten Beschwerden.

### Konservative Behandlung
Das betroffene Gelenk wird vorübergehend ruhiggestellt und mittels eines Kompressionsverbandes versorgt. Wichtigster Punkt der Therapie ist die Schmerzlinderung. Ein längerfristiges Bestehen der Schmerzen kann zu einer übermäßigen und andauernden Schonung führen, welche als Folge einen Umbau des Gelenk-Apparates und verminderte Stabilität nach sich zieht.
Die auslösende Aktivität sollte eingestellt werden. Eine Kühlung des schmerzenden Schleimbeutels wird meist als angenehm empfunden und ist entzündungshemmend. Häufiger erfolgt eine Laserbehandlung oder Ultraschalltherapie. Gute Ergebnisse werden auch mit Antiseptika erzielt: Kühlende Umschläge mit Rivanol (Ethacridinlactat) oder einer Chinosol-Lösung (weniger gelb färbend) lassen die Schwellung oft zurückgehen, weil der Stoff schnell ins entzündete Gewebe eindringt.
Als Medikamente kommen nichtsteroidale Antirheumatika (NSAR) wie Diclofenac, Ibuprofen oder Ketoprofen in Betracht. Sie können die Entzündungsreaktion hemmen und die Beschwerdedauer verkürzen. Bei länger dauernder Anwendung können als Nebenwirkung Magen-Darm-Beschwerden durch die COX-1-Inhibition, insbesondere auch Magengeschwüre auftreten.
Bei der Bursitis subacromialis bringt die lokale Injektion von Corticosteroiden meist rasche Schmerzlinderung, oft auch die einzige wirkungsvolle Behandlungsmöglichkeit.
Ist die Entzündung als septische Bursitis durch eine bakterielle Infektion aufgetreten, kann sie auch durch Einnahme eines Antibiotikums behandelt werden. Zur kalkulierten Therapie (vor Erregernachweis) empfiehlt sich die Gabe von Cefotaxim oder Ceftriaxon mit Flucloxacillin oder Clindamycin.

### Operative Behandlung
Geht die Entzündung mit den genannten Maßnahmen nicht zurück und es beginnt sich eine eitrige Bursitis herauszubilden, wird eine chirurgische Sanierung notwendig. Dabei wird der Eiter drainiert oder ggf. der ganze Schleimbeutel reseziert (sog. Bursektomie).

## Vorbeugung
Zur Vorbeugung helfen alle Maßnahmen, die mechanische Überlastungen durch häufigen oder anhaltenden Druck auf Knie und Ellenbogen vermeiden.
Berufsgruppen mit besonders häufigen gelenkbelastenden Tätigkeiten wie Fliesenleger sollten, soweit möglich, Knie- und/oder Ellbogenschoner tragen. Arbeitgeber müssen diese zur Verfügung stellen. Sollten trotzdem Anfangsbeschwerden auftreten, können einige Tage Schonung sowie Kühlung der betroffenen Stellen eine schwere Entzündung vermeiden.
Wenn die Entzündung auf sportliche Aktivität zurückzuführen ist, kann das Tragen gelenkschonend konstruierter Sport- oder Laufschuhe sowie eine gezielte Korrektur des Bewegungsablaufs helfen. Bei besonders gefährdeten Sportlern wie Ringern sollten auch kleine Hautabschürfungen und -risse an den Gelenken (besonders an den Ellbogen und Knien) desinfiziert und verbunden werden. Ebenso kann das betroffene Gelenk durch Schaumstoffeinlagen in Form eines Donuts in den Ellbogenschützern oder Knieschonern vor erneuter Belastung geschützt werden.